# Gemarmerde dwergspanner
De gemarmerde dwergspanner (Eupithecia irriguata) is een nachtvlinder uit de familie van de spanners (Geometridae). 

## Kenmerken
De voorvleugellengte bedraagt tussen de 9 en 10 mm. Langs de voor- en achterrand liggen donkere fijngetekende vlekken.  De middenstip op de voovleugel is dik en wat langwerpig, ook de middenstip op de achtervleugel is goed zichtbaar. De soort is zeer moeilijk op naam te brengen. 

## Levenscyclus
De gemarmerde dwergspanner gebruikt eik als waardplant. De rups is te vinden in mei tot juli. De soort overwintert als pop. De pop ligt soms een jaar over. Er is jaarlijks een generatie die vliegt van halverwege april tot en met mei.

## Voorkomen
De soort komt in een groot deel van Europa voor. De gemarmerde dwergspanner is in Nederland en België een zeer zeldzame soort. 